# Sven Kalisch
Sven Kalisch, né le 21 mars 1966  à Hambourg, est un juriste et théologien islamique allemand. il a aujourd'hui quitté l'islam, mais est toujours enseignant et chercheur à l'Université de Münster.

## Biographie
Sven Kalisch a 15 ans quand il se convertit du protestantisme à l'Islam. Il adopte le zaïdisme (branche du chiisme dont les adeptes reconnaissent Zaïd (Zayd Ibn Ali as-Sajjad) comme cinquième et dernier imam) et se considère comme un néo-platonicien. En 1997, il soutient son doctorat sous la direction d'Adalbert Podlech (de) à la Faculté de droit et d'économie de l'Université technique de Darmstadt, le titre de sa thèse de doctorat est « La raison et de la flexibilité dans la méthodologie juridique de l'Islam.» Il travaille ensuite jusqu'en 2001 comme avocat indépendant à Hambourg. En 2002, il passe son habilitation universitaire en tant que spécialiste en islamologie à l'Université de Hambourg avec une thèse intitulée « Usul Fiqh al-fiqh en Zaidiya » (Le développement historique de l'école juridique zaïdiste). Il est ensuite nommé maître de conférences (privat-docent) en islamologie à l'Université de Hambourg.
Sven Kalisch a été membre du conseil d'administration de l'Académie musulmane d'Allemagne (de) et il a travaillé pour le Centre islamique de Hambourg (chiite).
De 2004 à 2010, il est professeur de religion musulmane au Centrum für religionsbezogene Studien (de) (CRS) de la Westfälische Wilhelms-Universität Münster.
Néanmoins, Sven Kalisch déclarant en 2008 et 2009 émettre des doutes sur l'historicité de Mahomet (comme de Jésus ou de Moïse), les organismes représentatifs des musulmans d'Allemagne déconseillent aux musulmans de continuer à suivre ses cours. Sven Kalisch annonce en 2010 qu'il renonce à l'Islam et son département devient le département « d'histoire intellectuelle du Moyen-Orient à l'époque post-antique.»

## Publications
- Frieden aus der Sicht des Islam. in: Islam im Dialog, Année 1, no  4, Winter 2002, S. 13-28.
- Islamische Wirtschaftsethik in einer islamischen und in einer nichtislamischen Umwelt. in: Hans G. Nutzinger (de) (Coll.): Christliche, jüdische und islamische Wirtschaftsethik – Über religiöse Grundlagen wirtschaftlichen Verhaltens in der säkularen Gesellschaft, Marburg 2003, S. 105–129.
- Usul az-Zaidiya wa-nascharāt al-firaq al-islāmiyya. (en arabe, « Les fondamentaux de Zaidiya et les publications des sectes islamiques »), in: Al-Masār, Vol. 5, Issue 2, 2004, p. 27–70.
- Glaube und Gesetz aus Sicht der islamischen Rechtsschulen in: Murest, Multireligiöse Studiengruppe (dir.): Handbuch interreligiöser Dialog. Aus katholischer, evangelischer, sunnitscher und alevitischer Perspektive. Cologne 2006.  (ISBN 3-00-017959-3)
- Islam und Menschenrechte: Betrachtungen zum Verhältnis von Religion und Recht in: Hatem Elliesie (dir.): Islam und Menschenrechte (Islam and Human Rights / الإسلام وحقوق الإنسان), Leipziger Beiträge zur Orientforschung, Band 26, Beiträge zum Islamischen Recht VII, Frankfurt a.M. / New York et al. 2010, S. 49-72.  (ISBN 978-3-631-57848-3).